# Bergschiffmühle Bad Düben

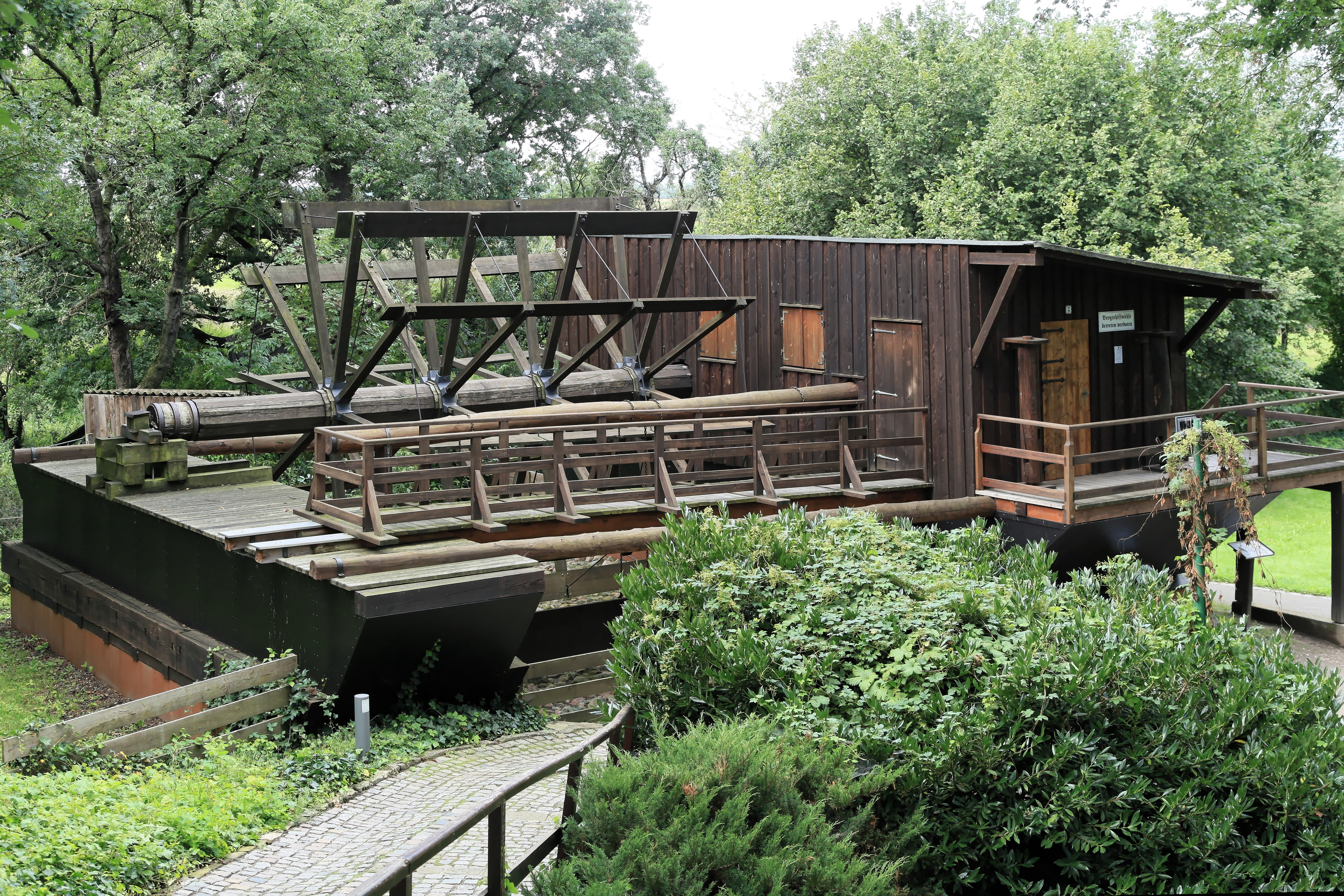
Bergschiffmühle Bad Düben

Die Bergschiffmühle ist eine Schiffsmühle aus dem Jahr 1686 am Fuße der Burg in Bad Düben.

## Geschichte
Urkundlich wurde die Mühle erstmals im Jahr 1686 als „Schiff Mühle auf dem Muldestrohm“ bei Schwemsal erwähnt. Ursprünglich gehörte die Schiffmühle zum Alaunbergwerk, dem heutigen Bad Dübener Stadtteil Alaunwerk, und trug daher den Namen Bergschiffmühle, eine gekürzte Form von Bergwerks-Schiffmühle. Bis 1905 diente sie als Getreidemühle auf der Mulde mit zwei deutschen Mahlgängen und einem Spitzgang. Im Jahr 1905 erfolgte ein Neubau zum schwimmenden Kraftwerk mit 110 Volt Gleichstrom, durch eine elektrische Leitung erfolgte der Antrieb der Mahlwerke im Gehöft des Müllers Paul Griehl. Ein erneuter Umbau in den Jahren 1922 und 1923 ermöglichte einen Transmissionsantrieb zum neu erbauten Mühlengebäude am Muldeufer. Das Muldehochwasser am 10. Juli 1954 zerstörte die Transmission und den Streichzaun der Mühle. Nachdem die Mühleneinrichtung 1955 erneut mit elektrischem Antrieb versehen wurde, konnte der Mühlenbetrieb wieder aufgenommen werden. Durch starken Eisgang auf der Mulde im Jahr 1956 kam es zu weiteren Zerstörungen, worauf der Mühlenbetrieb auf der Mulde eingestellt wurde. Von 1964 bis 1967 erfolgte die Sicherung und der Wiederaufbau der Bergschiffmühle im ehemaligen Wallgraben der Burg Düben und am 6. Oktober 1967 erfolgte die Inbetriebnahme als technisches Denkmal. Am 13. August 2002 stand die Bergschiffmühle aufgrund der Jahrhundertflut vollständig im Wasser. In den Jahren 2002 und 2003 wurde sie mit den alten Getriebeteilen im Bauzustand von 1905 neu im Burggraben der Burg Düben aufgebaut. Seit dem 10. Deutschen Mühlentag im Jahr 2003 dreht sich das große Schaufelrad zu besonderen Anlässen mittels Elektromotor.

## Technische Daten

### Antrieb
Die Bergschiffmühle steht heute als technisches Denkmal ca. 50 m neben dem Fluss Mulde am Fuße der Burg Düben und wird daher statt durch Wasserkraft zu besonderen Anlässen mittels Elektromotor angetrieben. Dabei wird auch das Schaufelrad angetrieben.

### Abmessungen
| Bezeichnung                             | Abmessungen                     |
| --------------------------------------- | ------------------------------- |
| Hausschiff                              | Länge: 10,50 m / Breite: 4,00 m |
| Wellschiff                              | Länge: 10,50 m / Breite: 2,00 m |
| Welle des Schaufelrades                 | Länge: 10,50 m                  |
| Schaufelrad                             | ⌀ 5,00 m / Breite: 6,00 m       |
| Antriebsrad mit Holzkämmen              | ⌀ 3,50 m                        |
| Getrieberad/Grauguss                    | ⌀ 1,00 m                        |
| Übersetzungsrad/Grauguss mit Holzkämmen | ⌀ 1,75 m                        |
| Getrieberad/Grauguss                    | ⌀ 0,50 m                        |
| Antriebs-Riemenscheibe/Grauguss         | ⌀ 1,65 m                        |